# Kiki Dee
Pour les articles homonymes, voir Dee.
Kiki Dee est une chanteuse britannique, née Pauline Matthews le 6 mars 1947 à Little Horton près de Bradford dans le Yorkshire.

## Biographie

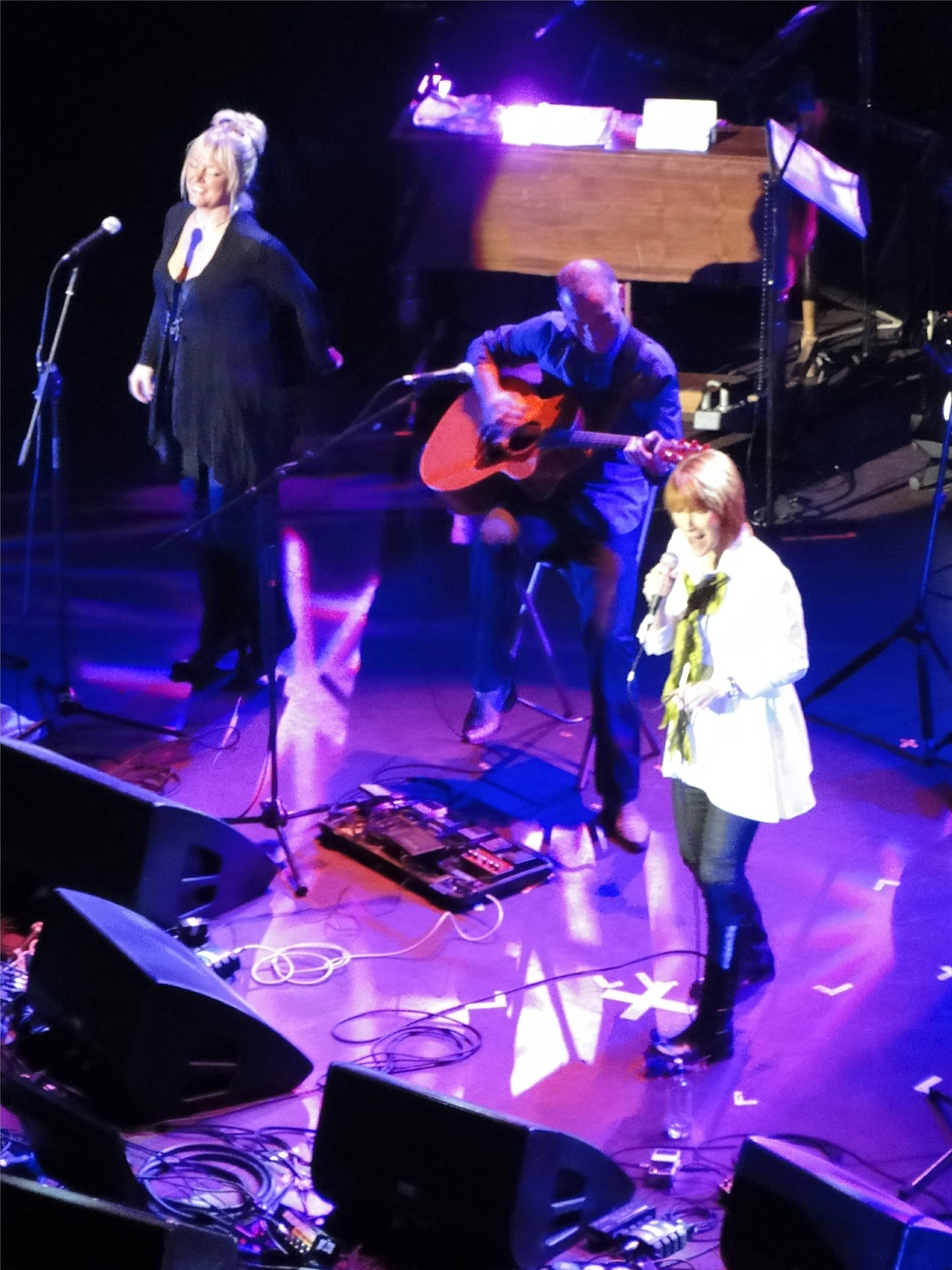
Kiki Dee (à droite) sur la scène du Royal Albert Hall de Londres en 2009.

Kiki Dee a enregistré quarante disques single (45 tours), trois EPs et douze albums. Elle est la première Britannique non noire à signer avec Motown Records.
Elle connait son premier succès en 1973 avec une version anglaise de la chanson Amoureuse de Véronique Sanson, adaptée par le parolier Gary Osborne.  Elle obtient un autre succès l'année suivante avec la chanson titre de son album I've Got The Music In Me. 
Sa chanson la plus connue est un duo avec Elton John, Don't Go Breaking My Heart, sortie en 1976 et alors classée numéro un.  Après une période plus tranquille, Dee fait un retour dans les palmarès anglais en 1981 avec la chanson Star, qui figure sur l'album Perfect Timing.
En 1985, elle accompagne Elton John durant sa prestation au concert caritatif Live Aid, reprenant leur duo "Don't Go Breaking My Heart".  En 1993, elle interprète un autre duo avec Elton John, une reprise du "True Love" de Cole Porter sur l'album Duets.  Cette version connait un grand succès au Royaume-Uni.

## Discographie
- 1968 : Kiki Dee
- 1970 : Great Expectations
- 1973 : Loving & Free
- 1974 : I've Got The Music In Me
- 1974 : Patterns
- 1979 : Stay With Me
- 1980 : Kiki Dee's Greatest Hits
- 1981 : Perfect Timing
- 1987 : Angel Eyes
- 1991 : Spotlight On Kiki Dee - Greatest Hits
- 1994 : The Very Best Of Kiki Dee
- 1995 : Almost Naked
- 1998 : Where Rivers Meet
- 2005 : Love Makes The World Go Round : The Motown Years
- 2005 : The Walk Of Faith
- 2008 : Cage the Songbird (EMI)
- 2009 : The Best of Kiki Dee
- 2013 : A Place Where I Can Go Spellbound
- 2019 : Gold Crimson
- 2022 : The Long Ride Home (Kiki Dee & Carmelo Luggeri)